# Bojná
Bojná es un municipio del distrito de Topoľčany en la región de Nitra, Eslovaquia, con una población estimada a final del año 2024 de 1957 habitantes.
Se encuentra ubicado al norte de la región, cerca del río Nitra (cuenca hidrográfica del Danubio) y de la frontera con las regiones de Trnava y Trenčín.

## Demografía
| Año        | 1994 | 2004    | 2014    | 2024    |
| ---------- | ---- | ------- | ------- | ------- |
| Población  | 2064 | 1933    | 2033    | 1957    |
| Diferencia |      | −6,34 % | +5,17 % | −3,73 % |

| Año        | 2023 | 2024    |
| ---------- | ---- | ------- |
| Población  | 1967 | 1957    |
| Diferencia |      | −0,50 % |